# Erica orientalis
Erica orientalis là một loài thực vật có hoa trong họ Thạch nam. Loài này được R.A.Dyer mô tả khoa học đầu tiên năm 1932.